# Kornerupin
Kornerupin ist ein selten vorkommendes Mineral aus der Mineralklasse der „Silikate und Germanate“. Es kristallisiert im orthorhombischen Kristallsystem mit der chemischen Zusammensetzung (□,Mg,Fe2+)Al4(Mg3Al2)[O4|(OH,O)|Si2O7|(Si(Al,B)Si)Σ3O10] und entwickelt meist durchsichtige bis durchscheinende Kristalle mit prismatischem Habitus, aber auch radialstrahlige oder körnige Mineral-Aggregate.
Reiner Kornerupin ist farblos und durchsichtig. Er kann allerdings durch vielkristalline (körnige) Ausbildung oder Gitterbaufehler weiß erscheinen oder durch Fremdbeimengungen eine graue, grünliche, bläuliche, grünlichbraune bis gelblichbraune oder schwarze Farbe annehmen. Die Strichfarbe ist jedoch immer weiß.
Mit einer Mohshärte von 6 bis 7 gehört Kornerupin zu den mittelharten bis harten Mineralen und ist ähnlich wie das Referenzmineral für Härte 6 Orthoklas mit Stahlfeile noch ritzbar bzw. ist wie das Referenzmineral für Härte 7 Quarz in der Lage, Fensterglas zu ritzen.

## Etymologie und Geschichte
Erstmals entdeckt wurde Kornerupin bei Qeqertarsuatsiaat (dänisch Fiskenæsset) auf Grönland und beschrieben 1884 von Johannes Theodor Lorenzen (1855–1884), der das Mineral nach dem dänischen Geologen Andreas Kornerup benannte.

## Klassifikation
In der veralteten 8. Auflage der Mineralsystematik nach Strunz gehörte der Kornerupin zur Mineralklasse der „Silikate“ und dort zur Abteilung „Neso-Subsilikate“, wo er gemeinsam mit Dumortierit, Garrelsit, Grandidierit, Harkerit, Howlith, Melanocerit, Painit und Serendibit in der „Dumortierit-Grandidierit-Gruppe“ mit der Systemnummer VIII/A’.13 steht.
In der zuletzt 2018 überarbeiteten Lapis-Systematik nach Stefan Weiß, die formal auf der alten Systematik von Karl Hugo Strunz in der 8. Auflage basiert, erhielt das Mineral die System- und Mineralnummer VIII/B.31-010. Dies entspricht der Klasse der „Silikate“ und dort der Abteilung „Inselsilikate mit tetraederfremden Anionen“, wo Kornerupin zusammen mit Boralsilit, Dumortierit, Grandidierit, Harkerit, Holtit, Magnesiodumortierit, Nioboholtit, Ominelit, Prismatin, Titanoholtit, Vránait und Werdingit eine unbenannte Gruppe mit der Systemnummer VIII/B.31 bildet.
Die von der International Mineralogical Association (IMA) zuletzt 2009 aktualisierte 9. Auflage der Strunz’schen Mineralsystematik ordnet den Kornerupin in die Klasse der „Silikate und Germanate“ und dort in die Abteilung „Gruppensilikate (Sorosilikate)“ ein. Hier ist das Mineral in der Unterabteilung „Gruppensilikate mit Si3O10, Si4O11 usw. Anionen; Kationen in oktaedrischer [6]er- und/oder größerer Koordination“ zu finden, wo es zusammen mit Prismatin die „Kornerupingruppe“ mit der Systemnummer 9.BJ.50 bildet.
In der vorwiegend im englischen Sprachraum gebräuchlichen Systematik der Minerale nach Dana hat Kornerupin die System- und Mineralnummer 58.01.01.01. Das entspricht der Klasse der „Silikate“ und dort der Abteilung „Gruppensilikate: Insulare, gemischte, einzelne und größere Tetraedergruppen“. Hier findet er sich innerhalb der Unterabteilung „Gruppensilikate: Insulare, gemischte, einzelne und größere Tetraedergruppen mit Kationen in [4] und höherer Koordination; Einzel- und Doppelgruppen (n=1,2)“ in der „Kornerupingruppe“, in der auch Prismatin eingeordnet ist.

## Kristallstruktur
Kornerupin kristallisiert orthorhombisch in der Raumgruppe Cmcm (Raumgruppen-Nr. 63) mit den Gitterparametern a = 13,75 Å; b = 16,04 Å und c = 6,71 Å sowie 4 Formeleinheiten pro Elementarzelle.

## Bildung und Fundorte

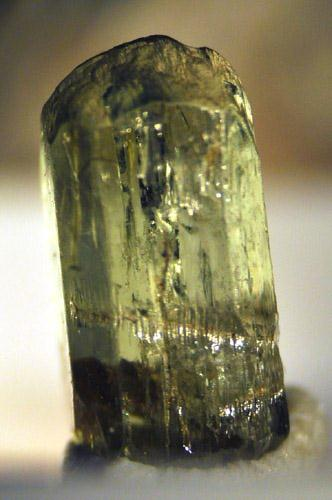
Grüner, durchsichtiger Kornerupin in Edelsteinqualität aus der Region Horombe, Provinz Fianarantsoa, Madagaskar (Größe: 9 cm × 4 cm × 4 cm)

Kornerupin bildet sich meist in borreichen vulkanischen und sedimentären Gesteinen, die stark metamorph beansprucht wurden und dabei Amphibolit- oder Granulit-Fazies bilden. Begleitminerale sind unter anderem Andalusit, Biotit, Cordierit, Dumortierit, Grandidierit, Hämatit, Ilmenit, Korund, Kyanit, Magnetit, Phlogopit, Rutil, Sapphirin, Sillimanit, Spinell und verschiedene Turmaline.
Insgesamt konnte Kornerupin bisher (Stand: 2011) an 44 Fundorten nachgewiesen werden. Neben seiner Typlokalität Qeqertarsuatsiaat (Fiskenæsset), wo mit einem Durchmesser von bis 23 cm auch die bisher größten bekannten Kristalle gefunden wurden, trat das Mineral auf Grönland noch am Bjørnesund bei Sarfaq im Bezirk Kitaa auf.
Weitere Fundorte liegen im Enderbyland und der Lützow-Holm-Bucht in der Ostantarktis; an der Mount Riddock Station und den Strangways Ranges im Northern Territory in Australien; bei Ongaing, nahe der Stadt Mogok in der Mandalay-Division von Myanmar (ehemals Birma); bei Lac-Sainte-Marie in der kanadischen Region Outaouais; bei Jixi in China; am Rio Mayo im Municipal de Mercaderes in der kolumbianischen Gemeinde Cauca; bei Varpaisjärvi und Kittilä in Finnland; am Lasamba Hill und bei Mangari in der kenianischen Provinz Coast; bei Ambovombe, Betroka und Mahafaly in der Provinz Toliara auf Madagaskar; bei Arendal, Froland und Risør in der Provinz Aust-Agder und bei Bamble in der Provinz Telemark in Norwegen; am Chilapila Hill im Copperbelt in Sambia; bei Dobšiná in der Slowakei; bei Port Shepstone, am Soutpansberg und im Namaqualand in Südafrika; bei Weligama im Distrikt Matara auf Sri Lanka; im Pamirgebirge in Tadschikistan; am Mautia Hill in der Region Dodoma in Tansania; in den Labwor Hills im Distrikt Kotido in Uganda; am Mase Mountain im Morris County und am Greenwood Lake in New Jersey, bei Lyonsdale im Lewis County und bei Warrensburg im gleichnamigen County in New York sowie am Moses Rock im San Juan County in Utah.